# Ebbe & Flut
Ebbe & Flut ist das erste Studioalbum des Deutschrappers Gzuz. Es erschien am 9. Oktober 2015 über das Label Auf!Keinen!Fall!.

## Titelliste
| #  | Titel                | Gastkünstler   | Länge |
| -- | -------------------- | -------------- | ----- |
| 1  | Intro                |                | 1:24  |
| 2  | CL500                |                | 2:31  |
| 3  | Ebbe & Flut          | Xatar, Hanybal | 3:32  |
| 4  | Hinterher            |                | 2:40  |
| 5  | 9mm                  | Bonez MC       | 3:05  |
| 6  | Alles echt           |                | 3:38  |
| 7  | Prollz               | Maxwell        | 2:45  |
| 8  | Käufliche Goldfische | Bonez MC       | 3:16  |
| 9  | Komm zu 187          |                | 2:34  |
| 10 | Rückspiegel          | Kontra K       | 2:41  |
| 11 | Heiraten             |                | 2:27  |
| 12 | Bringt es kein Geld  | Sa4, Bonez MC  | 3:19  |
| 13 | Lebende Legende      |                | 2:30  |
| 14 | La La La             | Sa4            | 2:38  |
| 15 | Papa muss wachsen    |                | 3:13  |

## Rezeption
Das Album erhielt gemischte Kritiken. Florian Peking von laut.de lobte es als „sehr gutes Strassenrapalbum“. Weiterhin befand er: „Die Hamburger zeigen auch mit dieser Platte, wie man altbewährte Härte und authentische Kompromisslosigkeit zu einer modernen Rap-Platte verbindet, die nicht nur zeitgemäß, sondern auch wunderbar eigen klingt.“
Die Seite rap.de urteilte: „Ebbe & Flut spinnt den eigensinnigen Stil der 187 Strassenbande sinnvoll weiter und bereichert das Profil des Protagonisten um einige interessante Facetten, ohne am bekannten Charme einzubüßen. Gzuz und seine beteiligten Kollegen bleiben hart, gefährlich und asozial.“
Das Backspin Hip Hop Magazin vergab 7,5/10 Punkten.
Lukas Maier von MZEE lobte in seiner Kritik den Hausproduzenten Jambeatz, der zu Höchstleistungen auflaufe. Zudem sei das Album der „Höhepunkt einer Flut, die sich durch ganz Deutschland zieht“.

## Kommerzieller Erfolg

### Chartplatzierungen
| ChartsChartplatzierungen | Höchstplatzierung | Wochen |
| ------------------------ | ----------------- | ------ |
| Deutschland (GfK)        | 2 (15 Wo.)        | 15     |
| Österreich (Ö3)          | 8 (2 Wo.)         | 2      |
| Schweiz (IFPI)           | 4 (3 Wo.)         | 3      |

### Auszeichnungen für Musikverkäufe
| Land/Region        | Auszeichnungen für Musikverkäufe (Land/Region, Auszeichnung, Verkäufe) | Verkäufe |
| ------------------ | ---------------------------------------------------------------------- | -------- |
| Deutschland (BVMI) | Platin                                                                 | 200.000  |
| Insgesamt          | 1× Platin ·                                                            | 200.000  |